# Rytis Juknevičius
Rytis Juknevičius (Kaunas, 15 dicembre 1993) è un ex cestista lituano.